# Tourisme en Afrique
 (novembre 2020).
Le tourisme en Afrique représente une importante activité économique. Voici le classement des pays les plus touristiques d’Afrique
1) Maroc avec 14,9 millions de touristes par an  
2) Égypte avec 14,5 millions de touristes par an 
3) Tunisie avec 8,8 millions de touristes par an 
4) Afrique du Sud avec 6,7 millions de touristes par an 
5) Côte d’Ivoire avec 2,7 millions de touristes par an. 
Ce tourisme va avoir un impact l’économie du pays grâce à ses paysages et leur attirance touristique. Les touristes utilisent dans une généralité le moyen de transport local pour venir dans le pays, soit par la compagnie aérienne du pays, ou le port maritime du pays. Qui va avoir un fort impact sur la richesse du pays afin d’évoluer et augmenter le nombre de visiteurs par an. Cependant, une minorité des visiteurs y restent afin de diminuer leur dépense en raison du coût de la vie.

## Situation

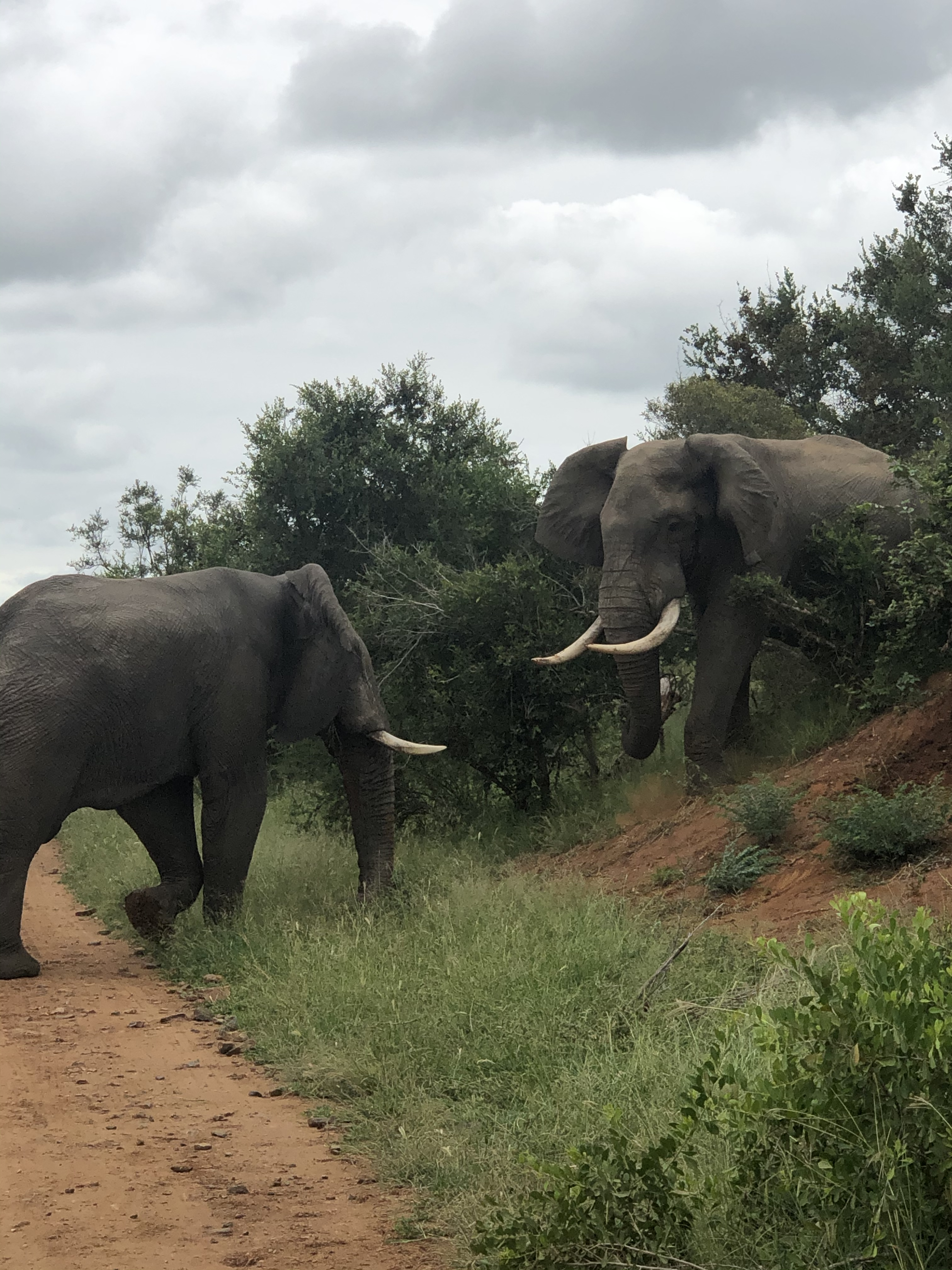
Observation de la faune dans le parc national Kruger en Afrique du Sud.

En 2013, le tourisme africain représente 4 % du tourisme mondial. Toutefois, il attire de plus en plus de visiteurs, comme le démontrent les chiffres de 2013, qui enregistrent 200 000 visiteurs de plus.  Le secteur représente 7,1 % des emplois sur le continent, avec 20 millions de travailleurs dans le domaine.  Il est considéré comme un moteur de croissance économique pour le continent par la Banque mondiale. En 2017, le Forum économique mondial classe l'Afrique du Sud comme le pays le plus compétitif dans le secteur . Faites un tour sur Bona Tempora Tour pour découvrir les offres de voyages à coût abordable.
L’Afrique a accueilli 57,8 millions de touristes en 2016, soit 4,4 millions de plus qu’en 2015, apportant 34,8 milliards de dollars de recettes touristiques. Cela représente seulement 5 % du total de voyageurs dans le monde, mais leur nombre pourrait atteindre les 134 millions en 2030, estime l’Organisation mondiale du tourisme dans son rapport annuel publié 15 août 2017. Après l'Afrique du Sud et le Maroc, le Rwanda s'impose comme troisième destination du continent avec 1,2 million de visiteurs par an en se positionnant sur le haut de gamme et le tourisme d’affaires. Les plus fortes progressions sont Madagascar (+20 %), le Kenya (+ 17 %), la Tanzanie (+ 16 %), le Cap-Vert (+15 %), l’île Maurice (+11 %), les Seychelles et l'Afrique du Sud (+ 10 %) alors que le Maghreb repasse dans des valeurs positives grâce à une amélioration de la sécurité des voyageurs.

## Histoire

### 2000
Seuls le Kenya, la Zambie, Maurice, le Maroc, la Tunisie, l’Algérie et la république démocratique du Congo connaissent une forte croissance et deux des plus grandes destinations africaines, l’Afrique du Sud et le Zimbabwe, stagnent.

### 2001
La région touristique compte une augmentation de 4,3 % des arrivées internationales. 
L’Afrique du Sud reste la destination la plus importante malgré une baisse des arrivées. Les pays qui ont connu la progression la plus forte des arrivées internationales sont: la Namibie, la Tanzanie et le Nigeria.

### 2002
Augmentation de 2,8 % du nombre d’arrivées de touristes internationaux, qui a atteint 29 millions. L’Afrique du Nord recule de 2 % à cause des baisses observées en Tunisie et au Maroc. Les recettes du tourisme international ont approché les 12 milliards de $US.

### 2003
Les arrivées de touristes internationaux ont augmenté de 3 %. En 2003, certaines des destinations subsahariennes ont été considérées comme des lieux sûrs ce qui a profité à l'ensemble de la région. L’Afrique du Sud a connu une progression de 1 %, tandis que Maurice, La Réunion et la Zambie ont également connue de légères augmentations. 

### 2004
Une progression de 15 % de la croissance générale est enregistrée dans la région avec le Maroc et la Tunisie se démarquent. Les résultats de la région subsaharienne ont été plus modestes. 

### 2005
L’Afrique a fait mieux que toutes les autres régions, l'augmentation du nombre d'arrivées étant estimée à environ 9 %. La croissance a été à peu près aussi soutenue en Afrique sub-saharienne qu'en Afrique du Nord.

### 2006
L'Afrique est la première région au titre de la croissance du nombre d'arrivées de touristes internationaux avec une hausse de 9 % pour la deuxième année.

### 2007
L’Afrique figure parmi les régions les plus performantes en 2007, le nombre d’arrivées ayant progressé de 7 % pour s’élever à 44 millions. Les recettes du tourisme international se sont accrues pour atteindre 28 milliards de US $.

### 2008
Augmentation de 4 %, du nombre d’arrivées de touristes internationaux, à 47 millions. Les recettes du tourisme international se sont montées à 31 milliards de US $.

### 2009
Un nombre d’arrivées de touristes internationaux en progression de 3 % a été enregistré.  Par contre, les recettes du tourisme international ont accusé un repli avec 29 milliards de USD$.

### 2021
En 2021, le Maroc est le pays le plus visité en Afrique avec plus de 13,7 millions de touristes, suivi de l’Égypte avec plus de 12,1 millions de visiteurs en 2021 et de la Tunisie qui a compté plus de 9,3 millions de touristes en 2021.

## Lacunes
Selon un rapport de la Banque africaine de développement publié en 2016, les principales difficultés sont l'obtention de visa, les moyens de transport et les coûts de déplacement . Les capacités d'hébergement de qualité sont également faibles. Par exemple, un pays comme le Mali comptait en 2004 environ 3 000 chambres, soit moins qu'une ville française comme Clermont-Ferrand, qui comptait 4 000 chambres . La tenue de sommets internationaux révèle cette lacune et demande la construction ou la rénovation d'établissements ,.

## Investissements
Des  groupes hôteliers internationaux réalisent des investissements majeurs sur le continent, faisant augmenter les capacités d'hébergement. De nouveaux groupes hoteliers africains ont également entrepris d'investir sur le marché afin de favoriser l'essor et la qualité du tourisme,, ,. Une école de formation hôtelière a été ouverte au Mali en 2016, par Azalaï Hôtel . 

### Groupes hoteliers pan-africains
- Azalaï Hôtel
- Onomo Hotels
- Laico & Ledger Hotels
- Mangalis